# Bell 412
Bell 412 je dvoumotorový víceúčelový vrtulník střední váhové kategorie s čtyřlistým nosným a dvoulistým tažným vyrovnávacím rotorem. Vrtulník vyrábí americká společnost Bell Helicopter Textron a licenčně také italská společnost Agusta. Vrtulník vychází z vývoje modelu Bell 212. Hlavním rozdílem je čtyřlistý kompozitní nosný rotor. Vrtulník je po celém světě oblíben především u policejních sborů, pobřežních hlídek a je často nasazován pro potřeby letecké záchranné služby. Některé země disponují i vojenskými verzemi.

## Vývoj
Vývoj modelu Bell 412 započal na konci 70. let přestavěním dvou Bellů 212. Jednalo se tak o první dva prototypy, které měly čtyřlistý hlavní nosný rotor s menším průměrem oproti modelu Bell 212, který disponoval dvoulistým hlavním nosným rotorem s větším průměrem. První prototyp vzlétl v srpnu 1979. První varianty získaly certifikaci v lednu 1981 a ještě v témže měsíci se začaly prodávat.
Verze 412 byla následovaná verzí 412SP (Special Performance), která měla vyšší kapacitu palivových nádrží, zvýšenou maximální vzletovou hmotnost a volitelné uspořádání sedadel. V roce 1991 vystřídala starší verze vrtulníku nová varianta s označením 412HP (High Performance). Současná vyráběná verze, 412EP (Enhanced Performance), je vybavena automatickým digitálním letovým řídícím systémem (DDAFCS). Celkově bylo vyrobeno přes 850 kusů (zahrnuto je i 260 kusů vyrobených společností Agusta).

## Varianty

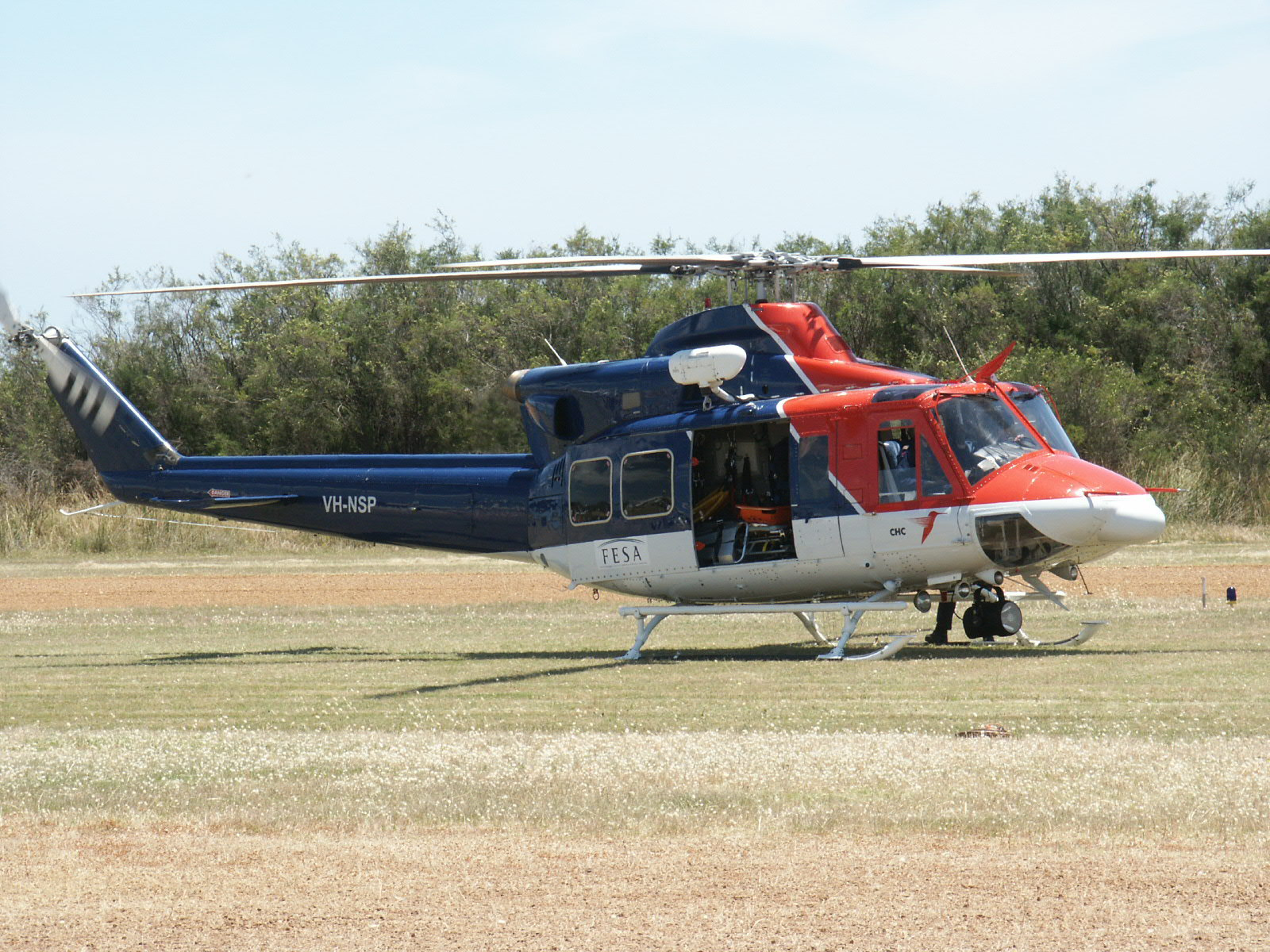
Bell 412 australských hasičů

- Bell 412 : Užitkový transportní vrtulník.
- Bell 412SP: Verze se speciální výbavou.
- Bell 412HP: Verze s další rozšířenou výbavou, od roku 1991.
- Bell 412EP: Nejnovější verze s rozšířenou výbavou.
- Military 412: Vojenská verze.
- Bell CH-146 Griffon: Verze kanadských vzdušných sil.
- Bell Griffin HT1: Cvičná verze vrtulníků užívaná Royal Air Force od roku 1997 na Defence Helicopter Flying School na základně RAF ve Shawbury a Valley.
- Bell Griffin HAR2 : Pátrací a záchranný vrtulník vycházející z modelu Bell 412EP, využívaný RAF od roku 2003 na základně Akrotiri na Kypru.
- Agusta-Bell AB 412 : Civilní užitková transportní verze, postavená v licenci italské společností Agusta.
- Agusta-Bell AB 412EP: Verze Bell 412EP postavená v Itálii.
- Agusta-Bell AB 412 Grifone : Vojenská užitková transportní verze, postavená v licenci italské společností Agusta.
- Agusta-Bell AB 412 CRESO : V Itálii postavená verze.
- NBell 412 : Licencovaný Bell 412 pro společnost IPTN.

### Bell 412 u české policie

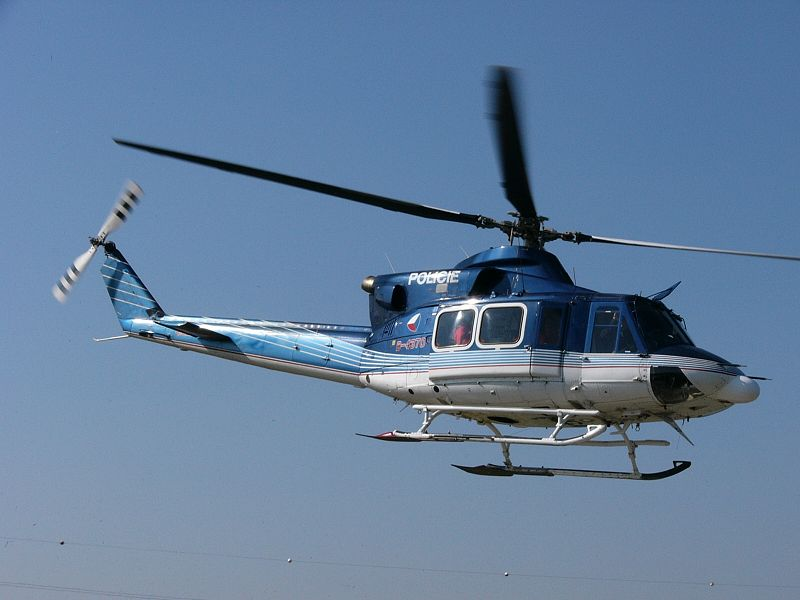
Bell 412EP ve zdravotnické konfiguraci s imatrikulací B-4370 (později přeznačen na OK-BYQ) Letecké služby Policie ČR

Na počátku 90. let hledala Policie ČR vhodné vrtulníky střední kategorie. V Česku tou dobou sloužily pouze lehké vrtulníky Mil Mi-2 (které byly také na počátku 90. let nahrazovány stroji MBB Bo 105) a dva těžké vrtulníky Mil Mi-8. V Česku byl zároveň představován americký Bell 412 a Ministerstvo vnitra České republiky rozhodlo o nákupu těchto strojů. První dva Belly 412HP (imatrikulace B-4362, B-4363) obdržela Letecká služba Policie ČR v roce 1993. V roce 1994 byly dodány další dva kusy Bell 412HP (B-4369, B-4370). Dva vrtulníky byly dodány ve zdravotnické konfiguraci pro potřeby letecké záchranné služby, aby nahradily dosluhující vrtulníky Mil Mi-2. Letecká služba Policie ČR provozovala do konce roku 2008 leteckou záchrannou službu na stanicích v Praze (Kryštof 01), Brně (Kryštof 04), a Hradci Králové (Kryštof 06). V Praze byl od roku 1993 do prosince 2005 nasazen trvale jeden vrtulník Bell 412 pro potřeby letecké záchranné služby, v Hradci Králové sloužil stroj MBB Bo 105. Jeden vrtulník sloužil mezi 20. prosincem 1997 a 1. květnem 1998 také na stanici letecké záchranné služby v Plzni (Kryštof 07), kde nebyl nestátní provozovatel schopen zajistit chod letecké záchranné služby. V roce 2001 byl dodán pátý Bell 412, ale v novější verzi EP (B-4071). Po roce 2000 byly všechny vrtulníky přeznačeny s výjimkou stroje s imatrikulací B-4369, který byl v roce 2006 odprodán. Peníze z prodeje byly použity na nákup nového Bellu 412EP, který byl dodán v říjnu 2006 (OK-BYP). Poslední vrtulník Bell 412EP byl dodán v říjnu 2009 (OK-BYS). 
V současné době (2011) má Letecká služba Policie ČR k dispozici pět těchto strojů, avšak pro účely letecké záchranné služby neslouží už ani jeden. Největší význam vrtulníků se mimo leteckou záchrannou službu projevil při povodních na Moravě v roce 1997 a při povodních v Čechách v roce 2002. České vrtulníky Bell 412 byly použity také při hašení lesních požárů na Slovensku a v Severní Makedonii. V roce 2010 nebo 2011 byl odprodán vrtulník s imatrikulací OK-BYO do Indonésie. V srpnu 2011 tento stroj havaroval a byl vyřazen z letecké evidence.

### Seznam vrtulníků Bell 412 u české policie

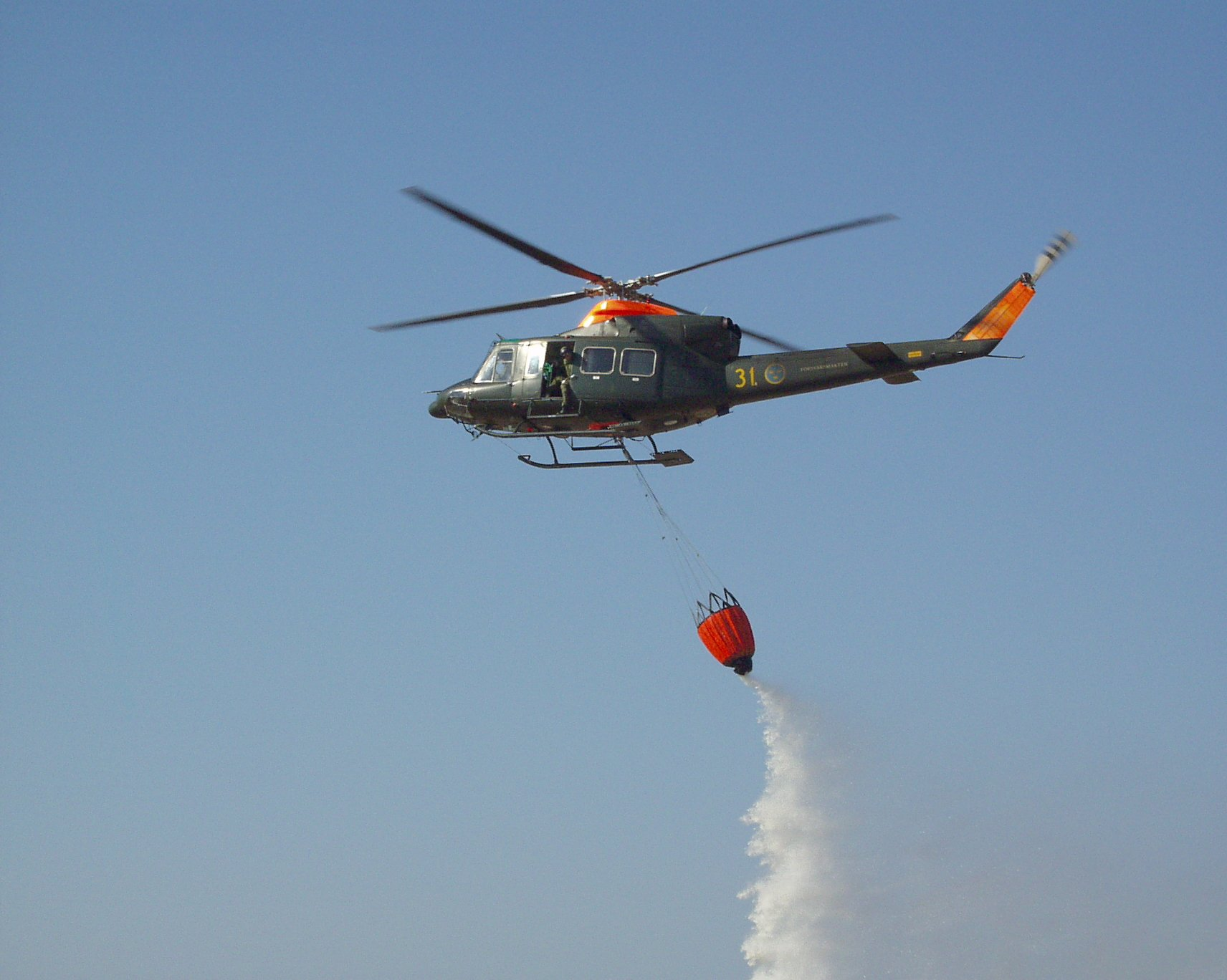
Vrtulník Bell 412 Švédské armády při hašení požáru používá bambi vak

| Varianta    | Imatrikulace          | Zařazen         | Vyřazen        |
| Bell 412HP  | OK-BYN (dříve B-4362) | 10. srpna 1993  | v provozu      |
| Bell 412HP  | OK-BYO (dříve B-4363) | 10. srpna 1993  | 2010 nebo 2011 |
| Bell 412HP  | OK-BYQ (dříve B-4370) | 9. března 1994  | v provozu      |
| Bell 412HP  | B-4369                | 15. března 1994 | 2006           |
| Bell 412EP  | OK-BYR (dříve B-4071) | 8. ledna 2001   | v provozu      |
| Bell 412EP  | OK-BYP                | 20. října 2006  | v provozu      |
| Bell 412EP  | OK-BYS                | říjen 2009      | v provozu      |
| Bell 412EPI | OK-BYT                | prosinec 2015   | v provozu      |

## Specifikace (412EP)

Třípohledový nákres

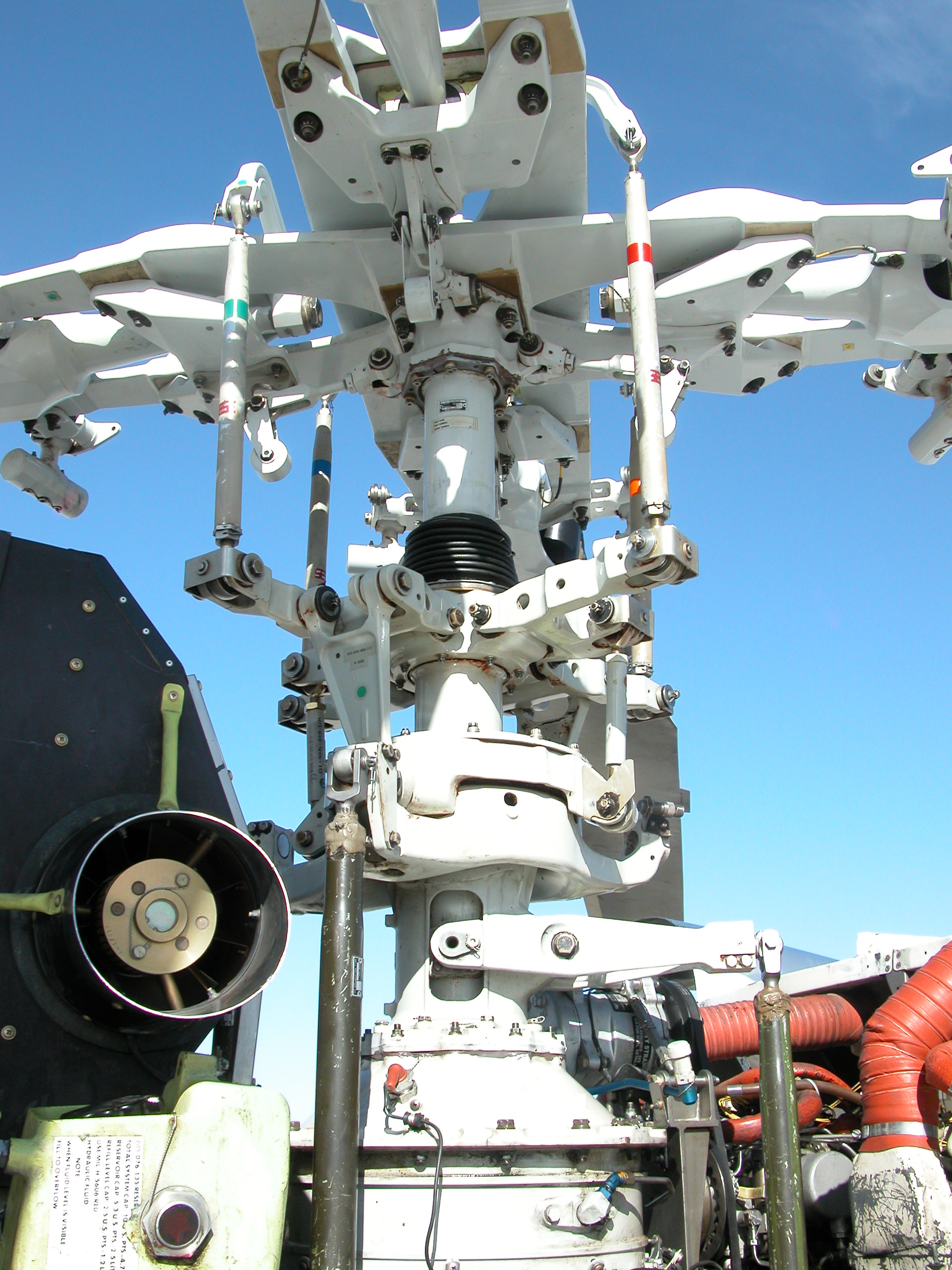
Rotorová hlava Bellu 412

Data podle The International Directory of Civil Aircraft

### Technické údaje
- Počet členů posádky: 1–2 piloti
- Kapacita: 13 pasažérů nebo 2040 kg vnějšího nákladu
- Délka: 17,1 m
- Průměr hlavního rotoru: 14,02 m
- Výška: 4,54 m
- Plocha hlavního rotoru: 154,4 m²
- Hmotnost prázdného vrtulníku: 3079 kg
- Maximální vzletová hmotnost: 5397 kg
- Motor: 1 × Pratt & Whitney Canada PT6T3BE Turbo Twin-Pac, 1342 kW

### Výkony
- Maximální rychlost: 140 KIAS (259 km/h)
- Cestovní rychlost: 122 KIAS (226 km/h)
- Stoupavost: 6,86 m/s
- Praktický dostup: 6096 m
- Dolet: 745 km
- Poměr výkon/ hmotnost: 437 W/kg